# Городская клиническая больница № 1 (Москва)
«Городска́я клини́ческая больни́ца № 1 и́мени Н. И. Пирого́ва» («Пе́рвая городска́я клини́ческая больни́ца», «Пе́рвая гра́дская больни́ца») — московская клиническая больница, основанная в 1802 году и действующая по настоящее время. Подчиняется Департаменту здравоохранения города Москвы.
Больница является клинической базой Российского национального исследовательского медицинского университета имени Н. И. Пирогова.

## Структура
- Отделения[5]
- Консультативно-диагностический центр
- Внебюджетные отделения

## Исторические сведения
Возникла в результате объединения трёх больниц города Москвы, основанных ещё в Российской империи: Голицынской больницы, Первой градской больницы и Второй градской больницы.
Голицынская больница — самая старшая из трёх объединённых московских больниц, она была открыта 22 июля 1802 года. Первыми её пациентами стали самые бедные жители города, из социально незащищённых слоёв населения, кроме крепостных. Строительство лечебного учреждения велось в стиле «московский ампир» по проекту знаменитого русского архитектора Василия Ивановича Баженова (1738—1799), а после его смерти продолжилось архитектором Матвеем Фёдоровичем Казаковым (1738—1812) на средства, которые были завещаны князем Дмитрием Михайловичем Голицыным (1721—1793) «на устройство в столичном городе Москве учреждения Богу угодного и людям полезного», став третьей больницей гражданского ведомства в Москве.
В 1828 году рядом с Голицынской больницей началось строительство Первой градской больницы. Построенная по проекту архитектора Осипа Ивановича Бове, она была открыта 27 октября 1833 года и стала первым лечебным заведением в Москве, созданным на средства города Москвы (все остальные лечебные заведения содержались за счёт пожертвований Императорского двора в Санкт-Петербурге или частных лиц). Согласно уставу Первой градской больницы, «все бедные и неимущие обоего пола люди принимаемы и лечены будут безденежно, кроме достаток имеющих».
Ещё позднее, 22 марта 1866 года, рядом с Голицынской и Первой градской больницами начала принимать больных Временная больница для тифозных больных, здание которой было перестроено из двух помещений бывшей суконной фабрики; с 1878 года она называлась Второй градской больницей, а в 1902 году стала носить имя московского градоначальника князя Александра Алексеевича Щербатова, после чего долгие годы была известна как Щербатовская больница.
В 1919 году в состав Первой градской больницы была включена Голицынская больница, а в 1959 году — также и Вторая градская больница имени А. А. Щербатова. После объединения трёх больниц образовалась новая Первая градская больница, которой было присвоено имя известного русского хирурга Николая Ивановича Пирогова (1810—1881).

### Главные врачи
Первый главный врач Голицынской больницы (1802—1810) — Е. О. Мухин. Затем должность главного врача занимали: А. А. Альбини (в 1810—1825), М. А. Маркус (в 1825—1837), А. И. Блументаль (в 1837—1850), И. И. Сейделер (в 1859—1875), Н. И. Стуковенков (в 1875—1895), К. Х. Иноевс (в 1895—1898), С. Ф. Дерюжинский (в 1899—1907).
Первым главным врачом Первой градской больницы стал А. Е. Эвениус (в 1833—1835). С 1912 года до своей смерти в 1925 году эту должность занимал Ф. А. Рейн; при нём состоялось объединение Голицынской и Первой градской больниц.
С 1970 по 1993 годы главным врачом ГКБ № 1 им. Н. И. Пирогова был А. И. Лысов. Затем эту должность занимали: В. П. Вершинин (в 1993—1997), О. В. Рутковский (в 1997—2008), А. П. Николаев (в 2008—2011), А. В. Шабунин (в 2011—2013), А. В. Свет (в 2013—2022). С октября 2022 года главврач — И. И. Хайруллин.